# 抗日民主政权
抗日民主政权是中国抗日战争期间中国共产党在其活动的各地建立的政权，包括各级抗日民主政府和中共各边区政府。抗日民主政权的组织遵守三三制原则。其中，抗日民主政府甚至设置到县级和区级。在抗日战争期间，一个行政区域内时常会出现大日本帝國扶持的政府与中国共产党建立的抗日民主政府并立的情况。